# Ca la Pepita Joana (Campmany)
Ca la Pepita Joana és una casa del municipi de Campmany (Alt Empordà) protegida com a bé cultural d'interès local.

## Descripció
Situada dins del nucli urbà de la població de Campmany, a la banda de tramuntana de l'antic recinte emmurallat, amb la façana principal orientada a la plaça del Fort i adossada a l'absis de l'església de Santa Àgata.
Edifici entre mitgeres de planta rectangular, format per dos cossos adossats. Presenten les cobertes de teula d'una i dues vessants i estan distribuïts en planta baixa i dos pisos. A la planta baixa, l'edifici presenta un passadís cobert que dona accés a l'antic recinte emmurallat de la vila, des del carrer de la Torre cap a la plaça del Fort. Està format per una volta rebaixada bastida amb maons disposats a pla amb els dos arcs, a banda i banda, fets també de maons disposats a sardinell. Per la cara de llevant destaca una placa de pedra integrada al mur de la casa, damunt del portal, que data la construcció de l'element l'any 1863. La façana orientada a la plaça ha estat rehabilitada i presenta un petit cos rectangular adossat, per on es realitza l'accés a l'interior de la casa. Aquest cos, tot i que posterior constructivament parlant, està cobert per una terrassa al nivell de la primera planta. Les obertures del parament són rectangulars, les del cos adossat sense cap element destacable, mentre que la resta són bastides amb carreus de pedra desbastats i les llindes planes. Algunes d'elles han estat restituïdes. La façana posterior, orientada al carrer de la Torre, presenta un portal d'accés rectangular, reformat dins d'una obertura d'arc rebaixat. Al costat, una finestra rectangular bastida amb maons, que reforma un antic portal d'accés a l'interior. La part més destacable del parament és la banda de llevant. A la primera planta destaquen dues finestres rectangulars emmarcades amb carreus de pedra. La més gran presenta la llinda d'arc conopial i l'ampit motllurat, mentre que la petita presenta una llinda restituïda de dos petits arcs de mig punt. Al costat d'aquesta obertura hi ha les restes del possible portal original d'accés al recinte emmurallat. Tot i que força transformat encara conserva, a la part superior, un matacà en bon estat sostingut amb cartel·les i part del parament original de carreus desbastats que el bastia.
La construcció està bastida amb pedra de diverses mides, desbastada i sense treballar, disposada irregularment.

## Història
L'edifici fou bastit en època moderna damunt les restes de la muralla que encerclava el nucli antic de la població de Campmany. El passadís s'obrí als baixos de la casa a mitjans del segle xix, l'any 1863.